# Zentrale Bußgeldstelle
Zentrale Bußgeldstellen sind in Deutschland für die Ahndung von Verkehrsordnungswidrigkeiten für eine größere Verwaltungseinheit (meist auf Landesebene) zuständig.
Allgemein üblich ist die Ahndung solcher Ordnungswidrigkeiten auf Stadt-, Kreis- und Ortsebene. Die Zentralen Bußgeldstellen bilden hier eine Ausnahme.
Landesweite Zentrale Bußgeldstellen sind eingerichtet in:
- Baden-Württemberg: Zentrale Bußgeldstelle beim Regierungspräsidium Karlsruhe
- Bayern: Zentrale Bußgeldstelle im Bayerischen Polizeiverwaltungsamt in Viechtach
- Brandenburg:  Zentrale Bußgeldstelle der Polizei in Gransee
- Hessen: Zentrale Bußgeldstelle des Landes Hessen beim Regierungspräsidium Kassel
- Rheinland-Pfalz: Zentrale Bußgeldstelle der Polizei in Speyer
- Sachsen: Zentrale Bußgeldstelle bei der Landesdirektion Sachsen, Standort Chemnitz
- Sachsen-Anhalt: Zentrale Bußgeldstelle in Magdeburg
- Thüringen: Zentrale Bußgeldstelle in Artern

Bundesweite Zentrale Bußgeldstelle:
- Bund: Die Bundespolizei hat eine Zentrale Bußgeldstelle zur Ahndung und Verfolgung von Ordnungswidrigkeiten beim Bundespolizeipräsidium in Potsdam eingerichtet. In der Abteilung 7 des Bundespolizeipräsidiums werden an den Dienstorten Schwandorf und Halle (Saale) Ordnungswidrigkeitenverfahren eingeleitet und von den Bundespolizeidirektionen und -inspektionen übermittelte Verfahren weiterbearbeitet. Dabei verfolgt und ahndet die Bundespolizei gemäß § 13 Abs. 1 Bundespolizeigesetz, u. a. Ordnungswidrigkeiten nach AufenthG, PassG, EBO und OWiG.